# Arius manillensis
Arius manillensis (лат.) — вид лучепёрых рыб из семейства ариевых. Объект коммерческого рыболовства. 

## Таксономия
Arius manillensis был впервые описан французским зоологом Ашилем Валансьеном в 1840 году. Его не следует путать с близкородственным видом Cephalocassis manillensis, также описанным Валансьеном в 1840 году.

## Распространение
Arius manillensis — эндемик острова Лусон, Филиппины. Он встречается в окрестностях Манилы, Батаана, Лагуны, Кавите и Рисаля; включая реку Пасиг и озеро Бай. Обитает в морских, солоноватых и пресных водах.

## Описание
Максимальная длина тела 29,6 см.

## Образ жизни
Самцы этого вида вынашивают яйца во рту в течение шести-восьми недель и предоставляют убежище молодым рыбам, когда они вылупляются. Сообщалось также об одном случае, когда самка вынашивала яйца во рту. После вылупления молодые особи добывает планктон за короткое время, но в случае тревоги быстро возвращается в безопасное место во рту взрослой рыбы. Самостоятельными они становятся, когда достигают размера от 30 до 44 мм.